# کندیس مک‌لاود
کندیس مک‌لاود (انگلیسی: Candice McLeod؛ زادهٔ ۱۵ نوامبر ۱۹۹۶) دونده زن اهل جامائیکا است.